# BAYZ TOWER&GARDEN
BAYZ TOWER&GARDEN（ベイズタワー&ガーデン）は、東京都江東区豊洲に所在する超高層マンション。

## 概要
1棟で550戸を超える住戸を有する、大規模マンションである。東京ワンダフルプロジェクト第一弾のSKYZ TOWER&GARDEN同様、大手不動産会社6社が合同でデベロッパーとなっている。光井純が設計し、2017年度にグッドデザイン賞を受賞している。
清水建設が開発した免制震複合システム「スイングセーバー」を搭載したほか、東京都が公表した津波の最大高さが到達しないよう計算した設計を導入。災害時の停電に備え、大型のA重油ディーゼル発電機も設置した。また、運河沿いの護岸工事も同時に行われた。
間取りは1LDK～3LDK。販売価格は3,400万円台～1億1,500万円台（最多価格帯6,000万円台）だった。
BAYZ TOWER&GARDENとSKYZ TOWER&GARDENの共用施設は相互利用が可能である

## 沿革
- 2014年（平成26年） - 新東京火力発電所の跡地豊洲3-2街区の開発事業により着工。
- 2016年（平成28年） - 竣工。

## 周辺
- 新豊洲駅（ゆりかもめ）
- 東雲運河
- 東電堀
- 豊洲市場